# اسطفان يوسف سالم
اسطفان يوسف سالم (1913-1983) هو كاتب ومسرحي فلسطيني، ولد في مدينة الناصرة، درس في كلية الآباء السالزيان خلال الفترة (1920-1924) ثم تابع دراسته في كلية الآباء الفرنسيين عام 1929. درس الفلسفة في بيت لحم عام 1932، أجاد اللغة اللاتينية والإيطالية والفرنسية والإنجليزية. رُسًم كاهناً في الناصرة عام 1939.
أُسندت له إدارة مدرسة بيت لحم الإبتدائية في 1939 فقام بتحويلها إلى مدرسة ثانوية، وفي عام 1946 أنشئ ثانوية الأراضي المقدسة في اللاذقية، وحصل على شهادة علمية في مدينة بيروجيا الايطالية.
توفي في إسبانيا عام 1983.

## أعمالُه
لسالم العديد من الأعمال والترجمات منها:
| الرقم | العنوان                                 | نوع الأدب     | ملاحظات                  |
| ----- | --------------------------------------- | ------------- | ------------------------ |
| 1     | تاريخ البروتستانت                       | دراسة،جزئين   |                          |
| 2     | شهادة مشاهير العرب في رئاسة القديس بطرس | دراسة توثيقية |                          |
| 3     | فن إنشاد الشعر العربي                   | دراسة         | بالتعاون مع إسحق الحسيني |
| 4     | الثقافة اليونانية الرومانية             | معجم لغوي     | بالتعاون مع محمود الغول  |
| 5     | دقت الساعة يا فلسطين                    | رواية         |                          |
| 6     | إبليس المجرب مجرب                       | أدب مترجم     | للكاتب الإيطالي بابييني  |
| 7     | السجناء الأحرار                         | مسرحية        | 1943                     |
| 8     | الصفح خير انتقام                        | مسرحية        | 1944                     |
| 9     | صراع العلم والإيمان                     | مسرحية        | 1943                     |
| 10    | السلام والخير                           | نشرة شهرية    |                          |